# Beignet
Pour les articles homonymes, voir Beignet (homonymie).
 (mars 2021).
Si vous disposez d'ouvrages ou d'articles de référence ou si vous connaissez des sites web de qualité traitant du thème abordé ici, merci de compléter l'article en donnant les références utiles à sa vérifiabilité et en les liant à la section « Notes et références ».
Un beignet ou beigne est un mets sucré ou salé fait d'une pâte assez fluide, frit dans l'huile.

## Étymologie
Le mot « beignet » pourrait avoir une origine celtique et dériver de « bigne » signifiant lever.
Le mot « beignet » est un diminutif du mot « beigne », qui date de la France du XIIIe siècle, où il désignait une boule de pâte frite dans du beurre. L'enflement de la pâte lors de la cuisson a donné au sens figuré la signification actuelle du mot d'argot français « beigne » : bosse à la suite d'un coup.
Alors qu'en France seul le diminutif du mot beigne est toujours utilisé, en Amérique du Nord, on utilise encore le mot au sens propre,. Personne ne semble savoir ni où ni quand s'est répandu l'usage de trouer la pâte afin d'en uniformiser la cuisson[réf. nécessaire].

## Histoire
Les plus vieilles traces de beignets en Europe viennent des Celtes. Les Gaulois faisaient déjà des préparations de pâtes frites similaires aux beignets sur le territoire français,.
Les aliments frits étaient également courants dans la Grèce antique, la Rome antique ou le monde arabe où on utilise alors de l'huile d'olive. On trouve une recette de pâte à beignet, l’aliter dulcia dans l'ouvrage De re coquinaria d'Apicius.
Dans les pays de religion chrétienne, avant la période de privation du carême, dite période de jeûne et qui dure quarante jours, il est de coutume de faire la fête et de manger « gras ». D'où « Mardi gras », qui est le jour précédant le carême. Comme la fête rassemblait un grand nombre de personnes, il fallait confectionner des pâtisseries vite préparées et bon marché. Il s'agissait aussi d'utiliser les réserves de beurre, huile, œufs, avant les quarante jours de jeûne qui allaient suivre. D'où la tradition des beignets et également des gaufres et des crêpes.

## Ingrédients

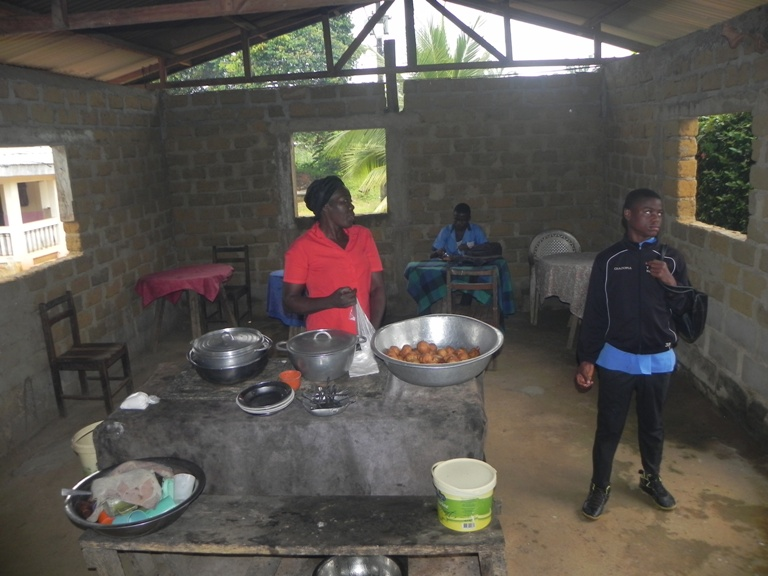
Préparation de beignets à base de farine de blé.

Outre la farine, les œufs, l'huile ou le beurre, la pâte à beignet peut comporter aussi, depuis le XVIIIe siècle, de la bière selon les régions ou les recettes. On peut utiliser pour leur confection des fleurs de violette, sureau, lys, fleur d'acacia, courge ou bourrache.
Les beignets peuvent être agrémentés de confiture (fraise, abricot) ou de pâte à tartiner au chocolat.

## Nutrition
La table nutritionnelle des aliments Ciqual de l'Agence nationale de sécurité sanitaire de l'alimentation, de l'environnement et du travail (Anses), dans sa version de 2013, fournit les valeurs moyennes suivantes pour 100 g de beignet nature : 400 kCal d'énergie apportées par 6,3 g de protéines, 22,1 g de lipides et 42,8 g de glucides (dont 13,7 g de sucres).

## Traditions régionales

### France
Les beignets sont répandus sur toute la France, mais ont des appellations et des recettes diverses. Suivant les régions, ils sont appelés : 
- beignets bretons ;
- beugnon du Berry ;
- bottereau : Anjou, Poitou, Bretagne ;
- bougnettes : Roussillon, Savoie, Languedoc ;
- bugnes : Savoie, Saint-Étienne, Lyon, Bugey, Dauphiné ;
- cambedouilles ou camedouilles : Haut Quercy, Haut Agenais, Bordelais ;
- chichi frégi : Provence ;
- corvechets de Lorraine[11] ;
- craquelins : Savoie, Limousin, Bretagne ;
- crespets du Béarn ;
- croquignoles (aussi orthographié croquignolles) : Anjou, Orléanais ;
- croquignolles de Pithiviers ;
- crottes d’âne du Vexin ;
- croustillons : Liège, Flandre française ;
- crouchepettes des Landes ;
- fantaisies : Bourgogne ;
- faverolles ou frivolles : Champagne ;
- foutimassons : Poitou ;
- frappes : Corse (également nommées oreillettes, sans avoir la forme des oreillettes ci-dessous) ;
- fritelles de Corse ;
- ganses : Nice ;
- gargaise : Châtillonnais Bourguignon - Côte d'Or ;
- guenilles : Auvergne ;
- mascottes : Provence ; de forme rectangulaire, elle se fait plus généralement à la pâte à tartiner, mais aussi aux fruits (confiture de pomme, abricot ou fruit rouge).
- merveilles : Bordeaux, Gascogne, Charente-Maritime, Charente, Deux-Sèvres et Limousin occidental ;
- oreillettes : Languedoc, Provence et Rouergue ;
- pets d’âne ou beignets d’Amiens ;
- risoles du Jura, à ne pas confondre avec les rissoles savoyardes.
- rondiaux de Sologne ;
- rousserolles de Touraine ;
- roussettes de l'Île-de-France ;
- schankala : Alsace (beignets de carnaval) ;
- schenkele ou cuisses de dames d'Alsace ;
- striebels d'Alsace ;
- tourtisseaux ou tortisseaux : Vendée, Poitou.

Ailleurs encore on peut trouver des fantaisies, des garrifes, des nouets, des nouettes, des pognons, des rousseroles, des roubigneaux, ou simplement des beignets de carnaval. Les vôtes sont des beignets aux fruits.

### Autres pays
Dans le reste du monde francophone, le beignet emprunte plusieurs noms. Aux Antilles, c'est un beignet antillais. Au Canada francophone (au Québec et au Nouveau-Brunswick principalement), on dit « beigne » et ils ont la forme d'un anneau. On peut aussi trouver la variété trou de beigne, qui est le bout de pâte retiré pour former le trou du beigne à l'ancienne. Aux États-Unis, en Louisiane, ils sont appelés beignet cadien. En Belgique francophone, ils sont appelés croustillons. En Suisse romande, boule de Berlin, merveilles (proches des oreillettes).
Aux Pays-Bas, ils sont appelés oliebol. Au Portugal, bola de Berlim, fourrés à la crème d'œuf ou crème pâtissière. En Vallée d'Aoste, merveilles et dans le reste de l'Italie, chiacchiere. En Allemagne, le Berliner Pfannkuchen, fourré de marmelade ou de différents types de crème. On retrouve cette pâtisserie en France sous l'appellation de boule de Berlin.
À Jersey, les merveilles sont les beignets traditionnels de cette île Anglo-Normande. À Madagascar, le « mofo tantely » est un beignet au miel.
En Turquie, le pişi est un beignet frit traditionnel de la cuisine turque.
En Tunisie, le fricassé et le bambalouni sont deux beignets traditionnels de la cuisine tunisienne, le second dérivé du bombolone italien. En Colombie, les beignets sont servis avec de la natillas.
Aux États-Unis, au XXe siècle, la taille officielle du trou à l'intérieur du beignet a évolué en passant de 1,5 pouce en 1927 à 3⁄8 de pouce en 1948.

## Galerie

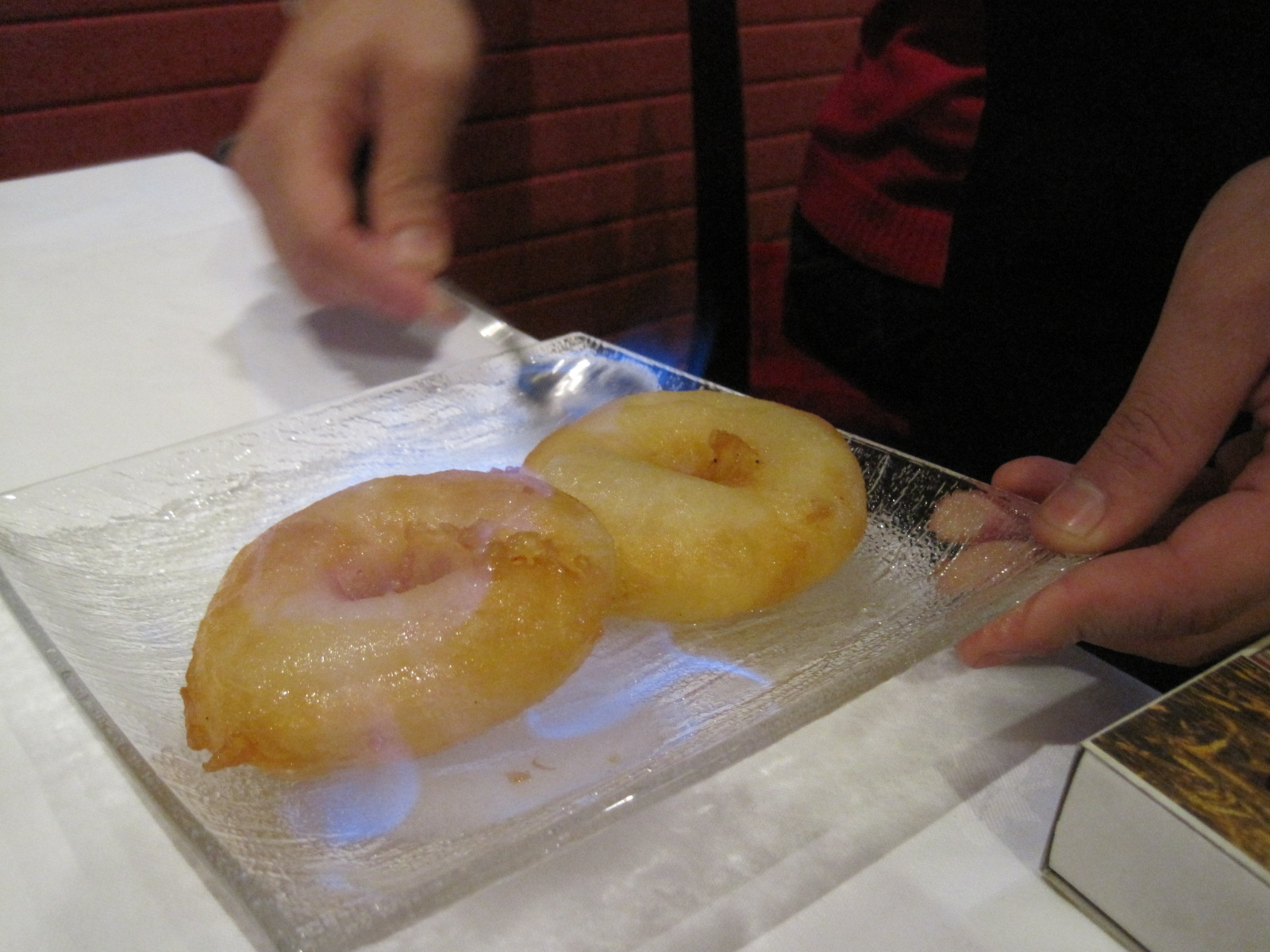
Beignets d'ananas flambés à l'alcool de riz (cuisine chinoise).
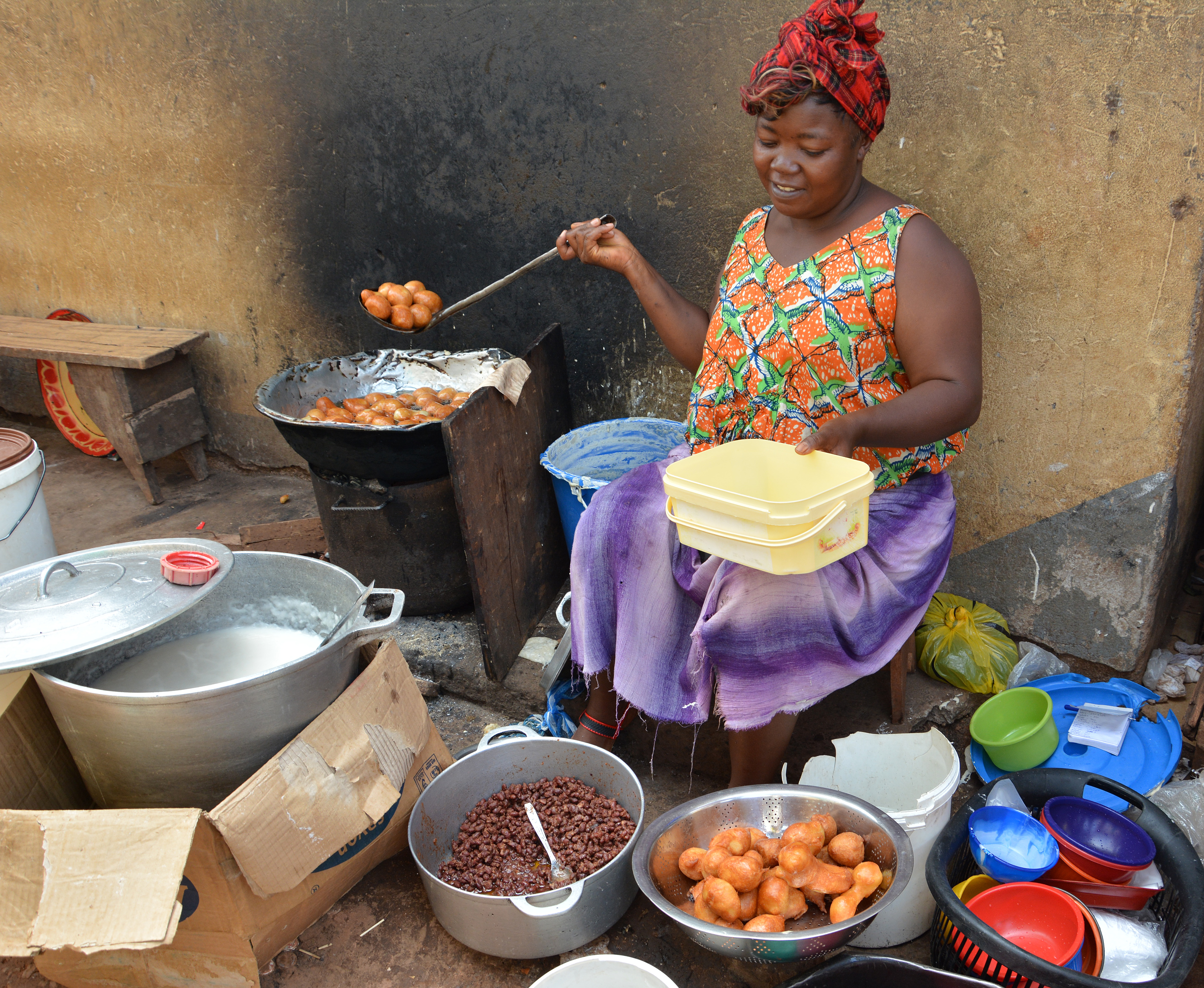
Confection de beignets aux haricots au Cameroun.
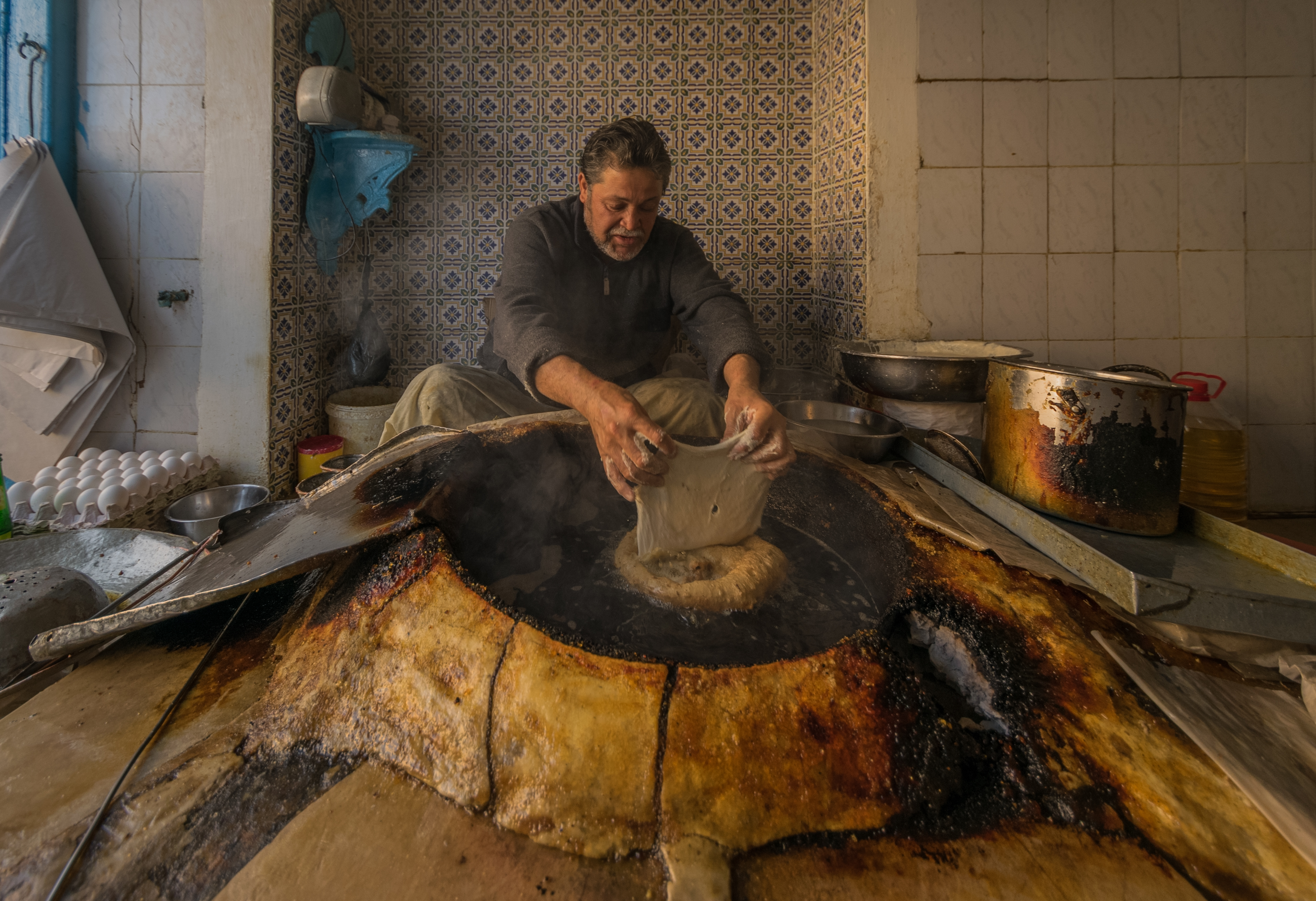
Fabrication de beignets à Kairouan en Tunisie.
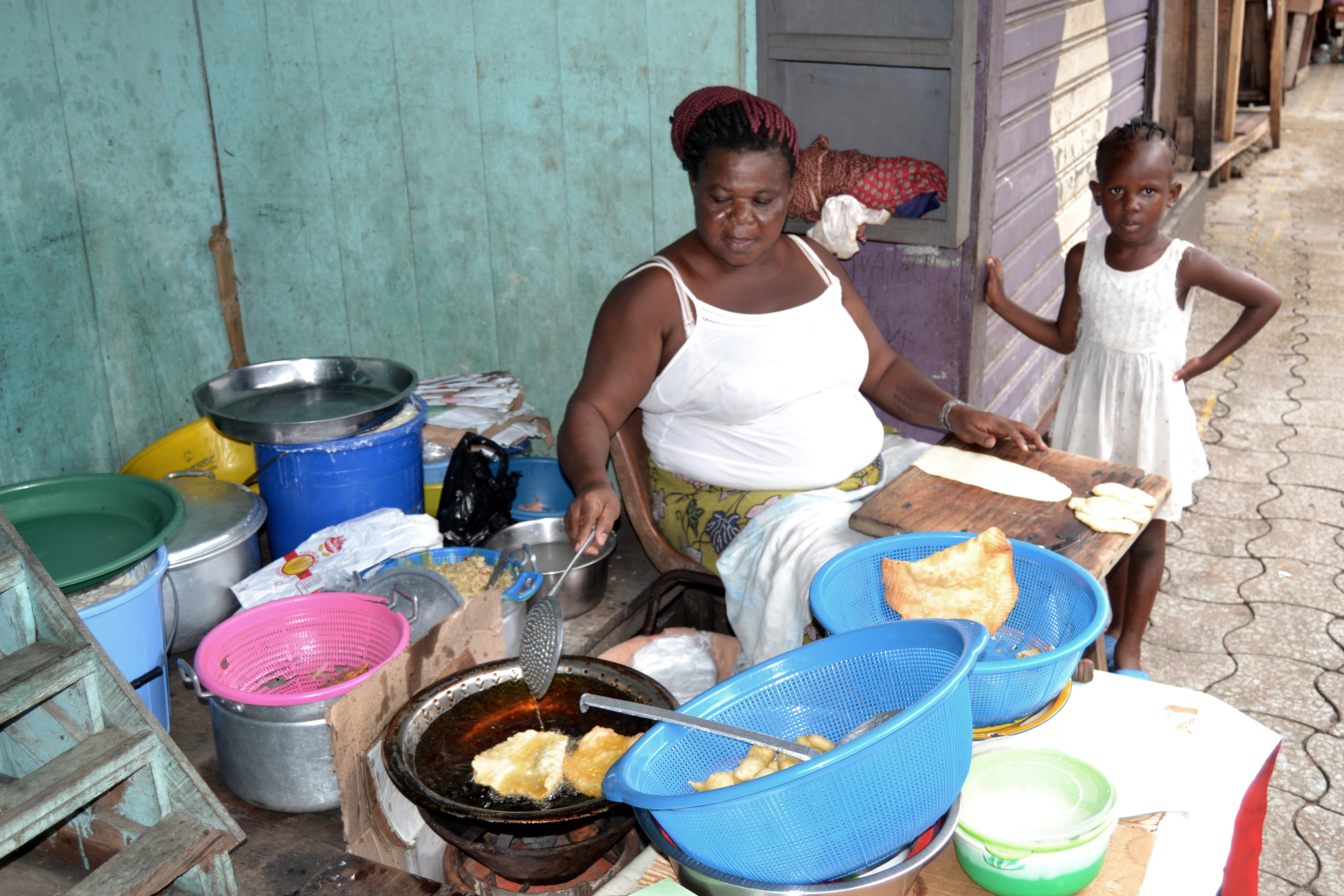
Vendeuse de beignets à Abidjan en Côte d'Ivoire.